# Apocephalus setilobus
Apocephalus setilobus är en tvåvingeart som beskrevs av Brown 1997. Apocephalus setilobus ingår i släktet Apocephalus och familjen puckelflugor. Inga underarter finns listade i Catalogue of Life.